# 陈相屯镇
陈相屯镇是坐落于中国辽宁省沈阳市苏家屯区南郊的一个镇。主要企业有沈阳钢铁总厂。沈阳第一水泥厂。石油部器材仓库  学校：有一座幼儿园、两座小学、沈阳市第六十七中学、沈阳城市学院等。自然景观有塔山、马耳山、沙河等。